# Шпионы (фильм, 1928)
«Шпионы» (нем. Spione) — немой кинофильм режиссёра Фрица Ланга, вышедший на экраны в 1928 году. Сценарий написан Лангом и его женой Теа фон Харбоу, которая позже опубликовала одноимённый роман. Лента была реставрирована Фондом Фридриха Вильгельма Мурнау в 2003—2004 годах.

## Сюжет
С виду респектабельный банкир Хаги — организатор разветвлённой шпионской сети, которая осуществляет похищения важных экономических и политических документов, убивает свидетелей и неугодных лиц, занимается шантажом и так далее. Глава секретной службы поручает разобраться, кто стоит за всеми этими преступлениями, молодому агенту под № 326, скрывающемуся в образе бездомного. Хаги, желая помешать следствию, подсылает свою прекрасную подручную Соню Баранникову, чтобы та соблазнила и втёрлась в доверие к агенту. Однако всё идёт не по плану, и молодые люди влюбляются друг в друга...

## В ролях
- Рудольф Кляйн-Рогге — Хаги
- Герда Маурус — Соня Баранникова
- Вилли Фрич — № 326
- Лин Дайерс — Китти
- Луис Ральф — Морриер
- Крейгхолл Шерри — Бёртон Джейсон, глава секретной службы
- Пауль Хёрбигер — Франц, шофёр
- Герта фон Вальтер — леди Леслейн
- Лупу Пик — доктор Акира Мацумото
- Фриц Расп — полковник Йеллушич
- Генрих Гото — помощник Бёртона Джейсона
- Георг Йон — железнодорожный инженер
- Теодор Лоос — министр торговли
- Роза Валетти — мать Китти
- Герман Валлентин — начальник службы безопасности отеля

## Художественные особенности
Историк кино Лотта Эйснер:

«Шпионы» не имеют той жёсткой структуры, которая отличает фильмы о Мабузе, однако и здесь преобладают некоторые схожие черты: жажда власти и здесь движет демоническим героем — главой шпионской сети и крупным банкиром, играющим человеческими судьбами. Опять-таки великолепно показан внушительный центр управления шпионской сетью — прежде всего тогда, когда напряжение усиливается документальной манерой съёмок... Эта точность повествования захватывает, однако утрирование эмоций в отдельных сценах, которое, по-видимому, можно отнести на счёт особенностей манеры Теа фон Харбоу, ослабляют напряжение.
— Айснер Л. Демонический экран. — М.: Rosebud, 2023. — С. 189, 193.